# Irene Nortes
Irene Nortes   (Madrid, segle XX) és una youtuber espanyola.
Originària de Madrid, al seu canal de YouTube, que acumula més de 229.000 subscriptors, es dedica a promoure un estil de vida més lent, conscient i connectat amb la natura i amb un mateix. En si, hi fa vlogs de la seva vida quotidiana, mitjançant els quals comparteix reflexions sobre la vida. Algunes de les activitats que hi practica sovint són la lectura, l'escriptura, la pintura i el ioga. Esporàdicament, també publica videotutorials d'inspiració en aquest àmbit.
Els vídeos inicials a la seva ciutat natal constitueixen la sèrie madrid diaries, però el setembre del 2021 es va mudar a Tenerife i en va encetar la seqüela, titulada anàlogament tenerife diaries.
A banda, té el seu propi negoci, Aesceric (de l'anglès «aesthetic», lit. ‘estètic’), que se centra en el disseny i la producció artesanals de peces de roba.